# Puklica (rodzaj)

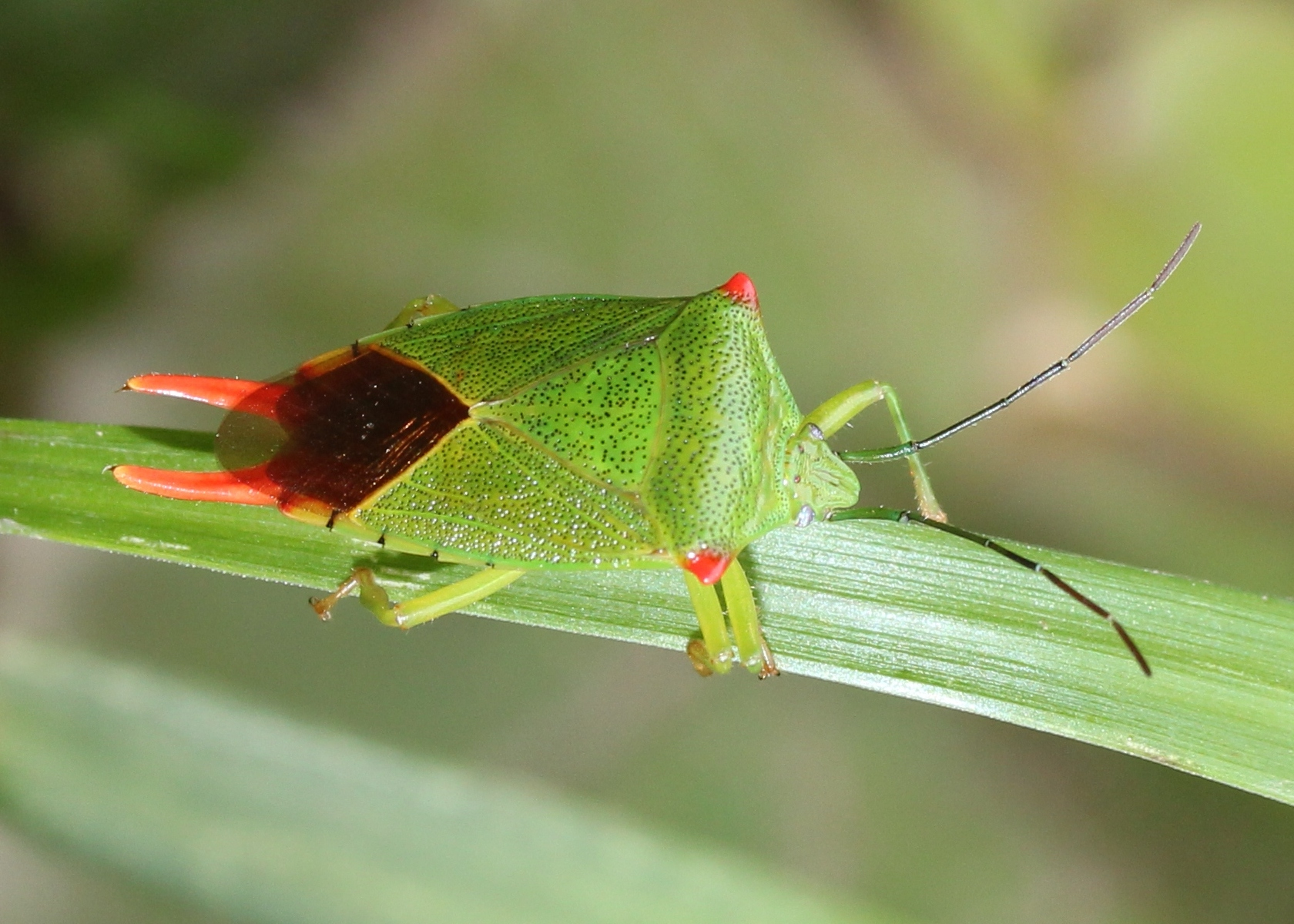
Samiec Acanthosoma labiduroides

Puklica (Acanthosoma) – rodzaj pluskwiaków z podrzędu różnoskrzydłych i rodziny puklicowatych. Obejmuje 23 opisane gatunki. Zamieszkują krainy palearktyczną i orientalną, głównie Azję Wschodnią.

## Morfologia
Pluskwiaki osiągające od 12 do 20 mm długości ciała, będąc największymi przedstawicielami puklicowatych. Ubarwienie wierzchu ciała mają zielone, żółtozielone lub żółtobrązowe z czerwonym do czerwonobrązowego wzorem. Pod względem pokroju, kolorystyki i punktowania przypominają ukrzeńce, od których różnią się większymi rozmiarami i silniej wystającymi kątami tylno-bocznymi (barkowymi) przedplecza.
Czułki mają pierwszy człon długi, znacząco wykraczający poza przednią krawędź głowy. Przedtułów ma episternity przedłużone ku przodowi poniżej oczu. Przykrywka ma zaostrzony kąt zewnętrzno-wierzchołkowy. Środkiem śródpiersia biegnie blaszkowate żeberko, które do przodu sięga tylnej krawędzi przedpiersia lub wystaje przed nią, a ku tyłowi dochodzi do środkowej pary odnóży. Gruczoły zapachowe zatułowia mają przy ujściach długie i lekko zakrzywione uszka.
Kolcowaty wyrostek trzeciego segmentu odwłoka jest bardzo długi i sięga ku przodowi do bioder odnóży przedniej pary. U obu płci segmenty odwłoka od trzeciego do szóstego mają tylno-boczne kąty wyciągnięte w ząbki. Kąty tylno-boczne siódmego segmentu u samca są stępione lub zaokrąglone. Szósty i siódmy z widocznych sternitów odwłoka samicy mają po parze narządów Pendergrasta. Samica ma tylną krawędź siódmego z widocznych sternitów odwłoka płytko wklęśniętą po bokach oraz pośrodku głęboko wykrojoną wokół walwiferów ósmego segmentu. Samiec ma na dziesiątym segmencie odwłoka wypustkę w części grzbietowo-wierzchołkowej. Kapsuła genitalna samca odznacza się obecnością dwóch różnego kształtu wyrostków bocznych. Wydłużony fallus ma pierwszą parę wyrostków błony łącznej zanikłą, drugą zaś dobrze wykształconą, wydłużoną i częściowo zesklerotyzowaną, a trzecią albo zrośniętą w pojedynczy wyrostek brzuszny albo uwstecznioną lub całkiem nieobecną. Falloteka jest rurkowata, o lewoskrętnie asymetrycznej błonie łącznej. Biczykowaty, zwykle robiący dwa skręty edeagus obejmuje pojedynczy i silnie zesklerotyzowany przewód endofalliczny.

## Rozprzestrzenienie
Przedstawiciele rodzaju zamieszkują krainy palearktyczną i orientalną. Centrum zasięgu znajduje się w Azji Wschodniej. Większość gatunków występuje w Himalajach, Chinach, na Półwyspie Koreańskim, Wyspach Japońskich i Tajwanie, a niektóre z nich sięgają wschodniej Syberii i Rosyjskiego Dalekiego Wschodu. Puklica rudnica ma zasięg transpalearktyczny i jako jedyna obecna jest w Europie, w tym w Polsce. A. hampsoni występuje w południowych Indiach.

## Taksonomia
Takson ten wprowadzony został w 1824 roku przez Johna Curtisa. Gatunkiem typowym wyznaczył on Cimex haemorrhoidalis, opisany w 1758 roku przez Karola Linneusza. Współcześnie rodzaj ten rewidowany był w 1974 roku przez R. Kumara, a następnie w 2015 roku przez Tsai Jingfu i Dávida Rédei. Po tej ostatniej rewizji do rodzaju tego należą 23 opisane gatunki:
- Acanthosoma asahinai Ishihara, 1943
- Acanthosoma crassicaudum Jakovlev, 1880
- Acanthosoma denticaudum Jakovlev, 1880
- Acanthosoma emeiense Liu, 1980
- Acanthosoma firmatum (Walker, 1868)
- Acanthosoma forcipatum Reuter, 1881
- Acanthosoma forfex Dallas, 1851
- Acanthosoma forficula Jakovlev, 1880
- Acanthosoma haemorrhoidale (Linnaeus, 1758) – puklica rudnica
- Acanthosoma hampsoni (Distant, 1900)
- Acanthosoma ishiharai Yamamoto & Hayashi, 2011
- Acanthosoma labiduroides Jakovlev, 1880
- Acanthosoma laevicorne Dallas, 1851
- Acanthosoma montanum (Liu, 1987)
- Acanthosoma murreeanum (Distant, 1900)
- Acanthosoma nigrodorsum Hsiao & Liu, 1977
- Acanthosoma nigricorne Walker, 1868
- Acanthosoma rufescens Dallas, 1851
- Acanthosoma rufispinum (Distant, 1887)
- Acanthosoma shensiense Hsiao & Liu, 1977
- Acanthosoma sichuanense (Liu, 1980)
- Acanthosoma spinicolle Jakovlev, 1880
- Acanthosoma tauriforme (Distant, 1887)